# Oliver Kgadime Matsepe
Oliver Kgadime Matsepe (ur. 1932, zm. 1974) – południowoafrykański pisarz i poeta.
Pracował jako tłumacz sądowy, pisał w języku północnym sotho; dwukrotnie nagradzany przez Południowoafrykańską Akademię Sztuki i Nauki (1964 i 1973). W swoich utworach łączył motywy tradycyjne z elementami wywodzącymi się z chrześcijaństwa.